# Mayo-Kebbi Est
Le Mayo-Kebbi Est est une des 23 régions du Tchad (Décrets N° 415/PR/MAT/02 et 419/PR/MAT/02) dont le chef-lieu est Bongor. Elle correspond à une partie de l'ancienne préfecture du Mayo-Kebbi (sous-préfectures de Bongor, Fianga et Gounou Gaya).

## Situation
La région est située au sud-ouest du pays, elle est frontalière du Cameroun.
|              | Chari-Baguirmi   |          |
| Extrême-Nord | Mayo-Kebbi Est   | Tandjilé |
|              | Mayo-Kebbi Ouest |          |

## Subdivisions
La région du Mayo-Kebbi Est est divisée en 4 départements :
| Département | Chef-lieu   | Sous-préfectures                                |
| ----------- | ----------- | ----------------------------------------------- |
| Kabbia      | Gounou-Gaya | Gounou-Gaya, Berem, Djodo Gassa, Pont-Carol     |
| Mayo-Lémié  | Guelendeng  | Guelendeng, Katoa, Nanguigoto                   |
| Mayo-Boneye | Bongor      | Bongor, Kim, Koyom, Rigaza, Gam, Moulkou, Samga |
| Mont d'Illi | Fianga      | Fianga, Tikem, Hollom-Games, Kéra, Youé         |

## Démographie

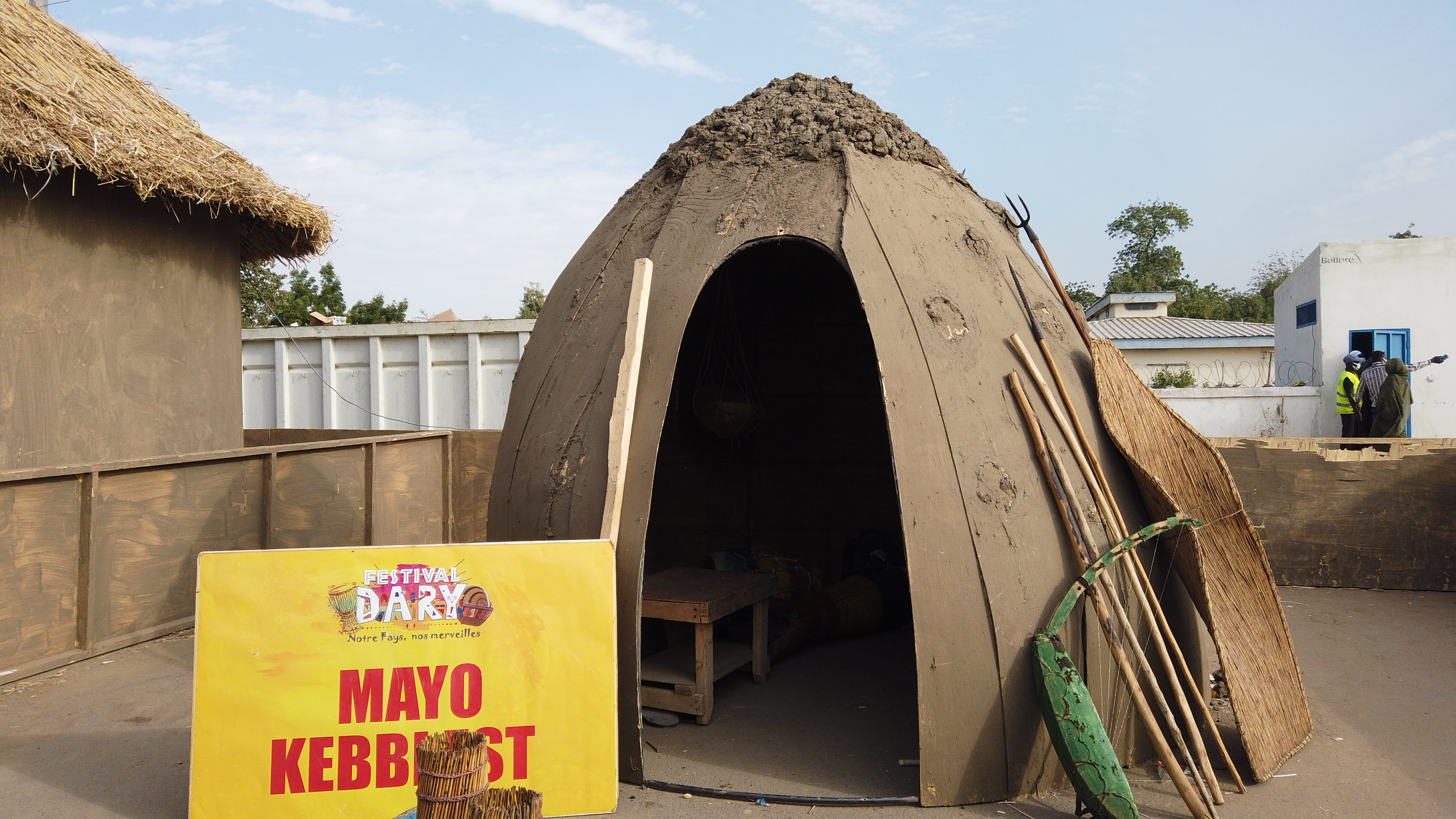
Reconstitution d'une case du Mayo-Kebbi Est.

La population de la région était de 495 339 habitants en 1993 (RGPH).
Les groupes ethnico-linguistiques principaux sont les Moussey, les Massa, les Toupouri, les Marba, les Kéra, les Mousgoum, les Kim (Kim, Éré, Kolobo, Djoumane).

## Économie
Agriculture, pêche.

## Administration

### Représentation déconcentrée de l'État: gouvernorat du Mayo-Kebbi Est
L'État est représenté par un Gouverneur de région qui est un fonctionnaire. Il est secondé par un Secrétaire général.
Liste des administrateurs :
Préfets du Mayo-Kebbi (1960-1999)
- 1960 : xx
- 1991: Adoum Mannany Kharachi

Préfets du Mayo-Kebbi Est (1999-2002)
- La Kabbia
- Mont-Illi
- Mayo-Boneye
- Mayo-Limié

Gouverneurs du Mayo-Kebbi Est (depuis 2002)
- 2002 :Mbang Eré
- ? : Adoum Kebir (en poste en 2006)
- ? : Mahamat Nimir Hamata (en poste en août 2007)
- 15 septembre 2008 : Mahamat Bechir Cherif
- ? : Saugolnie Boniface
- 2 novembre 2009 : Ngarboudjoum Jacob Medeur[2]
- ?-2013 :  Abdoulaye Affadine (en poste jusqu'au 9 août 2013)
- 24 octobre 2016 : Ramadan Erdebou[3].

### Collectivité territoriale décentralisée: région du Mayo-Kebbi Est
Les collectivités locales décentralisées, dont la région du Mayo-Kebbi Est, ont été créées par l'ordonnance 01/PR/2003 du 8 septembre 2003. Elles n'ont pas encore été mises en place.
Liste des Présidents du Conseil régional du Mayo-Kebbi Est :
- en attente de la mise en place effective des régions

## Politique
Liste des députés de la 2emes législature
Mme Dersou né Kalbangsou Dagadan
Kassim Babarou
Ngara Ngadam Gatien
Boukar Paylapi
Dangbayaola Habkréo
Liste des députés :
- Besba Tongpa
- Dangbayaola Habkréo
- Fandéo Klong Madjonwé,
- Topona Celestin
- Wihouna Jean
- Bonaparte  Koné
- Kami Tchombi
- Routouang Yoma Gollom
- Amadou Djouga
- Dr Lawane Gilbert